# Kifa
Kiffa (en árabe: كيفة) es una ciudad situada al sur de Mauritania, capital de la región de Assaba y del Departamento de Kiffa. Coordenadas geográficas: 11'04° Oeste y 16'63° Norte. 
Su población es de 30,000 habitantes.
- Datos: Q492778
- Multimedia: Kiffa / Q492778